# Biblioteca del Sacro Convento
La Biblioteca del Sacro Convento (ufficialmente Biblioteca del Centro di documentazione francescana della Basilica e Sacro Convento di San Francesco in Assisi) ha sede presso il complesso monumentale che, sviluppatosi a partire dal 1228 per iniziativa di papa Gregorio IX, dal 1230 custodisce il corpo di san Francesco d'Assisi.

## Storia

### La biblioteca conventuale (secc. XIII-XVIII)
Mano a mano che dall'iniziale esperienza il primitivo gruppo minoritico veniva riconosciuto e si autocomprendeva come vero e proprio ordine, fu inevitabile la necessità do conservare quegli strumenti di tipo librario e documentario che venivano a prodursi.
Con l'edificazione, contemporaneamente alla basilica di un'abitazione per i frati già a partire dal 1228, fu lì trasferito ciò che fino ad allora era conservato in altro luogo: dalla Porziuncola fu trasferito il piccolo scriptorium con i suoi libri e documenti.
Bolle e istrumenti trovarono collocazione nella sacrestia "segreta", alla base del possente campanile, parte di quel "tesoro" da cui furono poi distinti.
Un primo riferimento alla biblioteca lo troviamo nelle Costituzioni del 1360 emanate Ministro generale Marco da Viterbo per il Sacro Convento e per la chiesa e il convento della Porziuncola che ne erano ancora una dipendenza. Riguardo alla biblioteca stabiliva tra l'altro «che il "labrarista" curasse diligentemente l'apertura antimeridiana della domus librorum ogni giorno non festivo, dalla fine della messa conventuale fino alla recita di terza, e quella pomeridiana dalla recita di nona fino ai vespri. Per ogni caso di negligenza il bibliotecario doveva essere privato del vino, se viciosus essere deposto, se assente doveva essere sostituito» e che «nessun libro incatenato poteva essere sciolto né concesso fori biblioteca senza il consenso del capitolo conventuale».
Ma il documento «più singolare e importante» riguardante la biblioteca è l'inventario del 1381 redatto su ordine del Ministro generale Ludovico da Venezia da frate Giovanni di Iolo, armarista del Sacro Convento già nel 1377. Da esso risulta che le biblioteche erano due: una "pubblica", costituita da nove banchi a oriente e nove a occidente con una dotazione di 171 codici "incatenati" ai "plutei"; una "segreta" (o riservata alla comunità) con 532 volumi collocati in due grandi armadi, diremo oggi "a scaffale". Un totale di 703 testi sistemati per ordine di discipline.
La biblioteca era ubicata nel fabbricato dirimpetto all'abside della basilica, che chiudeva a occidente il chiostro duecentesco. Pare al piano terra o, forse lì quella pubblica e al piano superiore quella segreta. Nel 1429 fu affidato al maestro comacino Filippo di Antonio la realizzazione nella sala inferiore di volte innervata da costoloni in mattoni sagomati, mentre nel 1448 Paolino d'Ascoli e Apollonio da Ripatronsone realizzarono trentadue plutei per la biblioteca superiore.
Dall'inventario del 1381 la dotazione delle due biblioteche era ora accresciuta di 105 unità «denotando un ritmo di crescita veramente eccezionale per quei tempi».
Tra le diverse (e a volte ripetitive) disposizioni dei superiori del convento circa la biblioteca, meritano menzione quelle di Filippo Gesualdi, commissario e visitatore, che nel capitolo trentuno dei suoi Decreti per la riforma e la vita comune del Sacro Convento di S. Francesco di Assisi del 12 ottobre 1592 stabiliva tra l'altro che i libri dei frati collocati nel convento dovessero essere depositati in libreria (così come doveva essere fatto per tutti i libri presenti in altre parti del convento stesso), ma anche che delle chiavi della biblioteca fossero fatte più copie per maestri e studenti, ammonendo però che «né essi né altri portino fuora libri senza licenza e nuota [...] sotto pena di scommunicatione latae sententiae», concludendo poi con la raccomandazione che «non si conciedano a frati i libri, se non sono onesti e necessarij al suo profitto serafico e del prossimo».
L'avvento della stampa portò inevitabili sconvolgimenti all'organizzazione degli spazi. Tra la fine del XVI e l'inizio del XVII secolo il salone inferiore viene destinato a cancelleria e archivio, mentre dalla biblioteca superiore spariranno i plutei per far posto ai nuovi volumi. Nel 1618 interviene sullo stato della biblioteca il generale Giacomo Montanari da Bagnacavallo nelle sue Provisioni per la buona guida di questo sacro convento. Vengono ribadite le antiche prescrizioni (come ad esempio il divieto di apportare i libri senza un giusto motivo perché vi è la scomunica papale) e si stabilisce di realizzare una volta per maggior decenza e ornamento dell'ambiente. Le prescrizioni si concludono con l'esortazione ad aver «cura delli libri scritti come di reliquie e cose memorabili».
Intanto la biblioteca, ormai conclusi le trasformazioni strutturali, era entrata nel suo ritmo di ordinaria amministrazione che vide l'incremento del patrimonio librario per il quale dal 1674 «i libri contabili del convento incominciano a registrare regolari versamenti al bibliotecario sia per l'acquisto che per la legatura dei libri».
Mancano tuttavia documenti utili per quantificare lo sviluppo della biblioteca. Dall'inventario del 1381 altri - se ne ha notizia ad esempio negli ordini dei superiori che vi fanno riferimento - furono accuratamente compilati, ma «richiesti e consegnati agli emissari dei demaniatori francesi (a. 1810), non solo non furono più restituiti, ma di loro si è perduta ogni traccia».

### Fonti
- Libro degli ordini dei superiori, Assisi, Archivio storico del Sacro Convento.

### Studi
- Le carte duecentesche del Sacro Convento di Assisi (Istrumenti, 1168-1300), a cura di Attilio Bartoli Langeli, con la collaborazione di Maria Immacolata Bossa e Lucia Fiumi, Padova, Centro studi antoniani, 1997.
- Cesare Cenci, Documentazione di vita assisana, 1300-1530, voll. I-III (I: 1300-1448; II: 1449-1530; III: indici), Grottaferrata, Collegii S. Bonaventurae ad Claras Aquas, 1974-1976.
- Cesare Cenci, Bibliotheca manuscripta ad Sacrum Conventum Assisiensem, voll. I-II, Assisi, Casa editrice francescana, 1981.
- Gino Zanotti, L'antica libreria del Sacro Convento di San Francesco ad Assisi, in Francesco d'Assisi. Documenti e archivi. Codici e biblioteche. Miniature, Milano, Electa, 1982,  pp. 143-151.
- Gino Zanotti, Assisi: la Biblioteca del Sacro Convento, conventuale - comunale (sette secoli di storia), Assisi, Casa editrice francescana, 1990.